# Mark Little (acteur)
Mark Little (20 oktober 1959) is een Australische acteur, televisiepresentator, komiek en schrijver. Hij is gekend van zijn rol als Joe Mangel in Neighbours en Ron Miller in The Flying Doctors.